# Замошка (Парфинский район)
Замошка — деревня в Парфинском муниципальном районе Новгородской области, входит в состав Полавского сельского поселения.

## География
Населённый пункт с одним домом и множеством змей. Находится в конце дороги на Замошку, от указателя у деревни Васильевщина расстояние 13 км. Дорога в кошмарном состоянии. Население занимается отходничеством, территория благоприятна для коммерческой деятельности.

## Население
На 2010 — 0 человек.